# Борковский, Владимир Евгеньевич
Владимир Евгеньевич Борковский (1897—1952) — советский учёный-агроном

, селекционер; доктор сельскохозяйственных наук, дважды лауреат Сталинской премии (1949, 1951).

## Биография
Родился в Москве 27 апреля 1897 года[по какому календарю?] в семье адвоката. В 1909 году он поступил в Мариупольскую мужскую гимназию, но окончил учёбу уже в Лабинской гимназии в 1917 году. Спустя 6 лет, в 1923 году он поступил в Кубанский сельскохозяйственный институт, агрономический факультет которого окончил в 1927 году, получив диплом агронома. Был направлен работать на селекционную станцию «Круглик», где его учителем по селекционной работе стал В. С. Пустовойт.
Был ведущим в стране селекционером по клещевине; возглавлял лабораторию ВНИИМК. За свои селекционные достижения он дважды, в 1949 и 1951 годах, был награждён Сталинской премией третьей степени, что является редким случаем для селекционеров и показывало важность клещевины для народно-хозяйственного комплекса страны и вклад селекционера в решение проблемы. В. Е. Борковский является автором основных сортов клещевины, которые возделывались в СССР 1930—1950-е годы: Круглик 5, Кавказская улучшенная, Сангвинеус 401, Сангвинеус 142. Ему принадлежит приоритет в создании сортов с нерастрескивающейся коробочкой: Г-192, Г-165, Г-808.
Одновременно с научно-исследовательской работой В. Е. Борковский занимался педагогической деятельностью в Кубанском сельскохозяйственном институте. В 1930—1932 годах он исполнял обязанности доцента кафедры селекции и семеноводства, с 1932 года и до начала войны был заведующим этой кафедры. В 1938 и 1939 годах читал курс общей и частной селекции и семеноводства технических культур. В 1941 году он защитил кандидатскую диссертацию «Генетика и селекция клещевины». Впоследствии ему была присуждена учёная степень доктора сельскохозяйственных наук и присвоено учёное звание профессора.
Принимал деятельное участие в общественной жизни. Его неоднократно избирали депутатом Краснодарского горсовета, он состоял членом ряда научных и общественных организаций, в 1939—1941 годах был участником ВСХВ.
Кроме Сталинской премии труд В. Е. Борковского был отмечен наградами: орденом «Знак Почёта» (1949) и медалями «За трудовое отличие» (1940), «За оборону Кавказа» (1944), «За доблестный труд в Великой Отечественной войне 1941—1945 гг.» (1946), а также Большой серебряной медалью ВСХВ (1940) и знаком НКЗ СССР «Отличник социалистического сельского хозяйства» (1943).
Умер в 1952 году. Похоронен на Введенском кладбище (уч. 21).